# Santos Women's Tour
El Santos Women's Tour es una carrera ciclista por etapas femenina que se celebra anualmente en Australia y es la versión femenina del Tour Down Under y al igual esta competencia se corre en los alrededores de la ciudad de Adelaide al sur de Australia. A través de los años, la prueba ha cambiado de nombre en función del patrocinador de la misma.
La carrera fue creada en el año 2004 y hasta el año 2015 formó parte del calendario nacional australiano. En 2016, se unió al Calendario Internacional de Mujeres de la UCI bajo la categoría 2.2 y en el año 2018 pasó a ser una carrera de categoría 2.1. En 2020 entró a formar parte de las UCI ProSeries dentro de la categoría 2.Pro.

## Palmarés
| Año                                                             | Ganador              | Segundo              | Tercero               |           |
| --------------------------------------------------------------- | -------------------- | -------------------- | --------------------- | --------- |
| Jacob's Creek Tour Down Under (edición amateur)                 |                      |                      |                       |           |
| 2004                                                            | Oenone Wood          | Sara Carrigan        | Olivia Gollan         |           |
| 2005                                                            | Jenny MacPherson     | Rochelle Gilmore     | Alex Rhodes           |           |
| The Advertiser Women's Criterium Series (edición amateur)       |                      |                      |                       |           |
| 2006                                                            | Jenny MacPherson     | Sally Cowman         | Bridget Evans         |           |
| UniSA Women's Criterium Series (edición amateur)                |                      |                      |                       |           |
| 2007                                                            | Jenny MacPherson     | Belinda Goss         | Peta Mullens          |           |
| Rendition Homes - Santos Women's Cup (edición amateur)          |                      |                      |                       |           |
| 2011                                                            | Chloe Hosking        | Annette Edmondson    | Nicole Whitburn       |           |
| Santos Women's Tour - Tour Down Under Women's (edición amateur) |                      |                      |                       |           |
| 2012                                                            | Judith Arndt         | Rebecca Werner       | Alex Rhodes           |           |
| 2013                                                            | Kimberley Wells      | Nicole Whitburn      | Jenny MacPherson      |           |
| 2014                                                            | Loes Gunnewijk       | Valentina Scandolara | Amanda Spratt         |           |
| 2015                                                            | Valentina Scandolara | Melissa Hoskins      | Loren Rowney          |           |
| Santos Women's Tour - Tour Down Under Women's                   |                      |                      |                       |           |
| 2016                                                            | Katrin Garfoot       | Shelley Olds         | Lauren Kitchen        |           |
| 2017                                                            | Amanda Spratt        | Janneke Ensing       | Kirsten Wild          |           |
| 2018                                                            | Amanda Spratt        | Lauren Stephens      | Katrin Garfoot        |           |
| 2019                                                            | Amanda Spratt        | Lucy Kennedy         | Rachel Neylan         |           |
| 2020                                                            | Ruth Winder          | Liane Lippert        | Amanda Spratt         |           |
| 2021                                                            | cancelada            | cancelada            | cancelada             | cancelada |
| 2022                                                            | cancelada            | cancelada            | cancelada             | cancelada |
| 2023                                                            | Grace Brown          | Amanda Spratt        | Georgia Williams      |           |
| 2024                                                            | Sarah Gigante        | Nienke Vinke         | Neve Bradbury         |           |
| 2025                                                            | Noemi Rüegg          | Silke Smulders       | Mie Bjørndal Ottestad |           |

## Estadísticas

### Más victorias
| Ciclista         | Victorias | Años              |
| ---------------- | --------- | ----------------- |
| Jenny MacPherson | 3         | 2005, 2006 y 2007 |
| Amanda Spratt    | 3         | 2017, 2018 y 2019 |

En negrilla corredores activos.

## Palmarés por países
| País           | Victorias |
| -------------- | --------- |
| Australia      | 12        |
| Alemania       | 1         |
| Italia         | 1         |
| Países Bajos   | 1         |
| Estados Unidos | 1         |
| Suiza          | 1         |